# Сенат Стародавнього Риму
Сена́т (лат. senātus, від лат. senex— «старий», «рада старійшин»);— у Стародавньому Римі керівна і колегіальна рада, яка виявилася найбільш постійним елементом римської держави. Античні джерела вказують на те, що за часів середньої республіки він налічував близько 300 осіб . Його членів разом називали лат. patres et conscripti ("батьки і призвані"), що свідчить про те, що спочатку сенат складався з двох різних груп. Оскільки термін "патрицій" походить від лат. patres і, схоже, спочатку означав "член патриціїв", ця дихотомія, ймовірно, якимось чином включала розрізнення між патриціями і плебеями.
За часів республіки сенат давав поради як магістратам, так і римському народу. Хоча теоретично народ був суверенним, а сенат лише давав поради, на практиці сенат мав величезну владу завдяки колективному престижу його членів. Це був найважливіший дорадчий орган у Римській державі, який скликався на засідання магістратом, що виносив питання на обговорення та дебати. Те, за що голосувала більшість, називалося лат. senatus consultum (порадою сенату). Ці дорадчі постанови були адресовані магістрату або римському народу. У більшості випадків вони або виконувалися магістратом, або передавалися ним на розгляд народу для набуття статусу закону.

## Історія

### Царська доба та рання республіка
Римляни використовували назву "сенат" для свого найважливішого органу влади, яка походить від слова "senex", що означає "старий" і означає "зібрання старих людей" з відтінком мудрості та досвіду. Членів сенату іноді називали "батьками" або "патрами", і це поєднання ідей ілюструє, що сенат був органом, покликаним забезпечувати обґрунтоване і збалансоване керівництво римською державою та її народом.
Згідно з традицією, засновник Риму Ромул створив перший Сенат зі 100 членів як дорадчий орган при суверені, але дуже мало відомо про його фактичну роль у ранній історії Риму як монархії. 
За часів ранньої монархії Сенат розвивався як дорадча рада; у 509 році до н.е. він складався з 300 членів, і в ньому існувала відмінність між главами великих і малих родів. Протягом усього монархічного періоду Сенат складався виключно з патриціїв, і його повноваження в цей час були невизначеними.
Після скасування монархії в Римі в 509 році до н.е. Сенат став консультативною радою консулів (двох вищих магістратів), збираючись лише за їхнім бажанням і завдячуючи їм своїм призначенням; таким чином, він залишився владою, вторинною по відношенню до магістратів. Однак консули обіймали посаду лише один рік, тоді як сенат був постійним органом; за досвідом і престижем окремі його члени часто перевершували консулів року. Консул рідко наважувався нехтувати порадами сенату, тим більше, що він сам, відповідно до звичаю, що неухильно зростав, ставав сенатором наприкінці року свого перебування на посаді. (Ймовірно, саме в якості колишніх магістратів плебеї вперше увійшли до Сенату). Але в ранній Республіці Сенат залишався дорадчим органом і не мав чітко визначених виконавчих повноважень.

### Період республіки та пізньої республіки
У ранній Республіці, ймовірно, цей орган розпочав свою діяльність як дорадча рада при магістратах, а потім зріс у владі, коли до нього приєдналися відставні магістрати, про що свідчить лат. lex Ovinia (після 339 р. до н.е., але до 318 р. до н.е.), який встановлював, що члени сенату повинні бути набрані з "найкращих людей". Кожні п'ять років цензори складали новий список членів, але сенатори, як правило, зберігали свою роль довічно, якщо тільки вони не вчинили ганебного вчинку. Наприклад, у 70 році до н.е. не менше 64 сенаторів були виключені з нового списку за негідну поведінку. Таким чином, була створена система, яка, по суті, створила новий і потужний політичний клас, що домінував у римському уряді протягом століть.

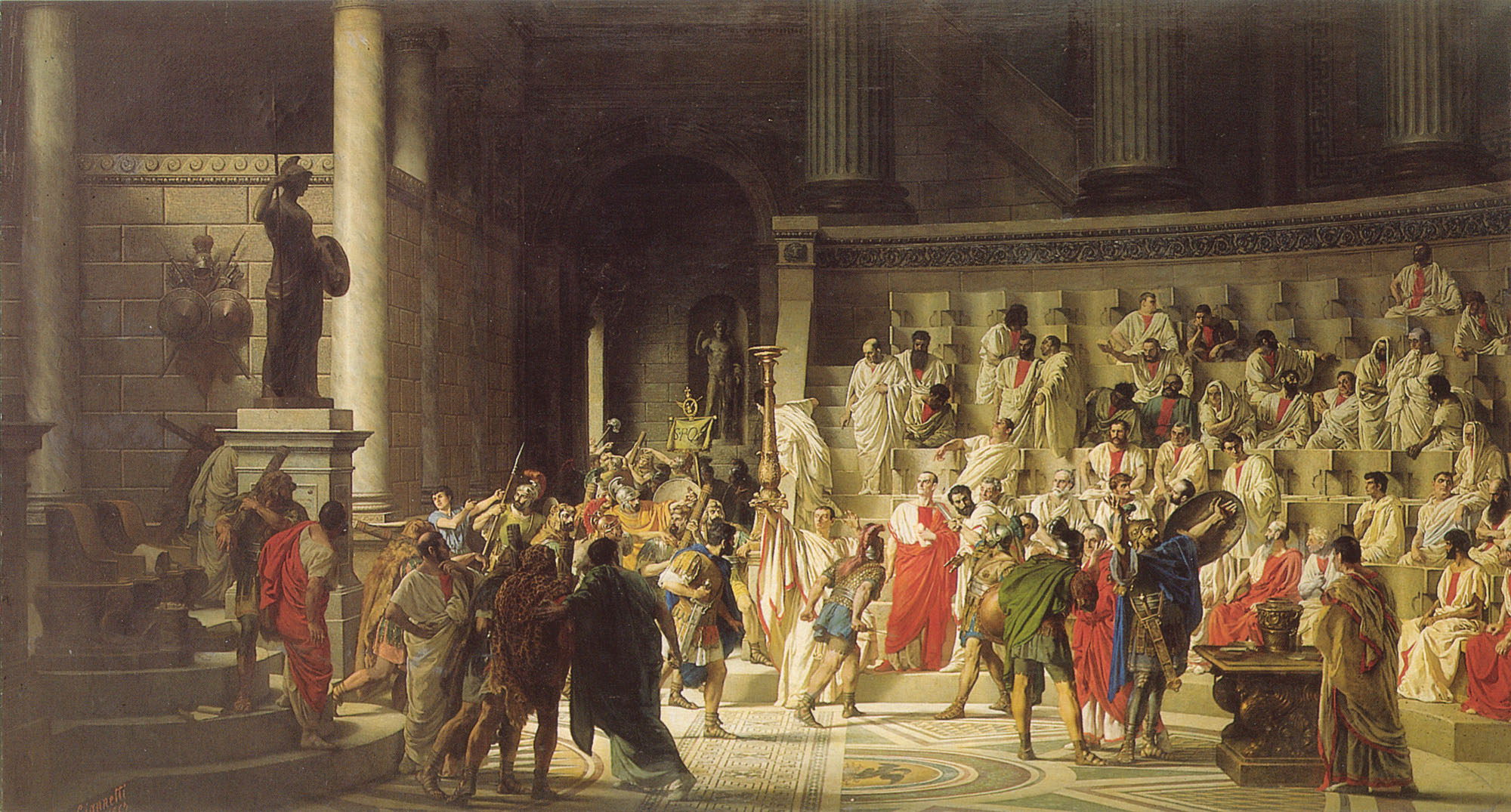
Римський сенат

В останні два століття Римської республіки відбулися великі зміни. Сенат став самовідновлюваним, автоматично сформованим органом, незалежним від щорічних магістратур, визнаним чинником римської конституції з широкими повноваженнями. Близько 312 року до н.е. вибір сенаторів був переданий від консулів до цензорів, які зазвичай обирали колишніх магістратів. У 81 році до н.е. Сулла забезпечив автоматичне формування Сенату, збільшивши кількість квесторів до 20 і встановивши, що всі колишні квестори повинні були одразу переходити до Сенату.
До цього часу повноваження Сенату вийшли далеко за межі його давніх прерогатив. Сенат набув більш ефективного контролю завдяки дотриманню певних неписаних правил, що регулювали відносини між сенатом і магістратами, яким він формально давав поради. Він став головним керівним органом у Римі і давав поради щодо внутрішньої і зовнішньої політики, законодавства, фінансових і релігійних питань. Він отримав право розподіляти обов'язки між магістратами, визначати дві провінції для консулів, продовжувати термін повноважень магістратів і призначати сенаторські комісії для допомоги магістратам в організації завойованих територій. Його ранній вплив на зовнішню політику перетворився на певну претензію на ведення всіх переговорів з іноземною державою, хоча формальне оголошення війни та ратифікація договорів належали до компетенції народу. Він часто виступав арбітром у суперечках між італійськими громадами, провінціями або державами-клієнтами. 
Хоча окремі сенатори після 218 року до н.е. були позбавлені права займатися торгівлею, контроль над фінансами залишався в руках сенату. До цього призвели три обставини. По-перше, цензорам, які були лише тимчасовими чиновниками, було доручено здавати в оренду державні доходи; сенат міг наказати їм переробити контракти. По-друге, деталі державних витрат були довірені квесторам, молодим і недосвідченим магістратам, яким сенат міг давати вказівки. По-третє, загальний контроль, який здійснював Сенат над провінційними справами, передбачав його розпорядження доходами, що надходили з провінцій. Він також претендував на право надавати в користування та видавати декрети про відчуження державних земель. Таким чином, кожна галузь державних фінансів перебувала в його руках; він контролював доходи і видатки та наглядав за казною.

### Занепад республіки
Вплив і влада сенату, що постійно зростали, оскаржувалися трибунами, починаючи з часів Тіберія Гракха (133 р. до н.е.), і, особливо, воєначальниками, починаючи з Марія, які протиставляли свою адміністративну владу владі сенату. Незважаючи на короткочасну спробу Сулли відновити верховенство Сенату, Республіка розвалилася під цими постійними ударами по авторитету Сенату. В результаті громадянської війни 49-45 рр. до н.е. кількість сенаторів (яку Сулла раніше збільшив до 500 або 600) серйозно зменшилася. Юлій Цезар переглянув список і збільшив сенат до 900 осіб, природно, заповнивши його своїми прихильниками. Таким чином, склад сенату зазнав значних змін: мало хто з сенаторів, які виступали проти Цезаря, залишився в живих; серед нових сенаторів було багато вершників і муніципальних італійців і навіть кілька провінціалів з Галлії.

### Рання імперія

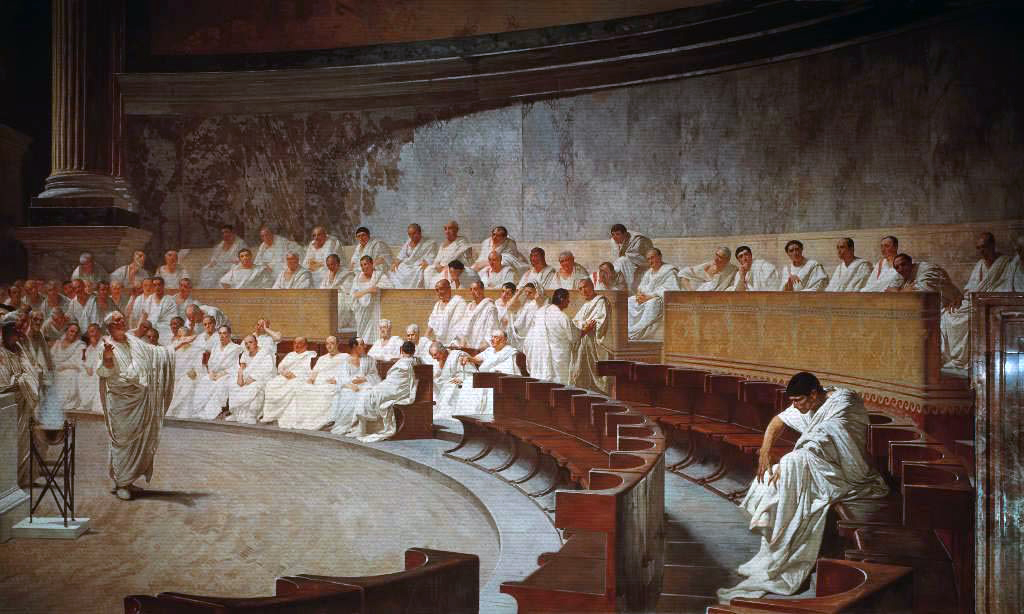
Цицерон викриває Катіліну, автор Чезаре Маккарі

Оскільки Август офіційно "відновив республіку" (27 р. до н.е.), було важливо зберегти - принаймні зовні - престиж сенату. Хоча імператор не ділився з сенатом своєю основною владою, він дозволив йому співпрацювати з ним у більшості сфер управління. Він був залишений на чолі звичайної адміністрації Риму та Італії, разом з тими провінціями, які не потребували військової сили або не представляли особливих адміністративних труднощів. Він продовжував керувати скарбницею, але незабаром був відсунутий на другий план імператором, який дозволив йому одноосібно наглядати за карбуванням мідної монети. Сенат отримав судові функції і вперше став судовою інстанцією, компетентною розглядати справи про здирництво в сенатських провінціях. Законодавчі повноваження народних виборних зборів поступово згасали, а на зміну законодавчим законопроектам, які приймалися народними зборами у звичайних справах, прийшли декрети Сенату, хоча спочатку вони не набули повного визнання в якості законів. З іншого боку, Сенат втратив контроль над зовнішньою політикою, і, хоча з ним час від часу консультувався імператор, у цій сфері він був повністю йому підпорядкований. Імператор міг скликати Сенат і головувати в ньому, його доповіді та інші повідомлення мали пріоритет; його ім'я також очолювало список сенаторів. Він також міг обирати нових сенаторів практично за власним бажанням. Зазвичай їх налічувалося 300.

### Імперія, пізня імперія та занепад сенату
Кількість італійських і провінційних сенаторів зросла (особливо за Веспасіана), але італійці не переважали над провінціалами аж до правління Септимія Севера (бл. 193-211 рр.). Спочатку провінціали походили переважно з Іспанії та Нарбонської Галлії, але згодом серед них стало більше азіатів та африканців. За Галлієна сенатори втратили право командувати легіонами і значну частину своєї ролі в управлінні провінціями. За Костянтина вони були фактично злиті з вершниками, які отримали вигоду від цих змін. Кількість нових сенаторів зросла в 4 столітті приблизно до 2 000. Про те, що сенат все ще вважався представницькою і необхідною частиною конституції, свідчить створення Костянтином дублікату сенату в Константинополі.
Найважливішими сенаторами були великі землевласники по всій імперії, становище яких стало майже феодальним. Багато з них не могли залишати свої маєтки, щоб брати участь у засіданнях, і Сенат часто діяв - як це було на початку Республіки - лише як міська рада Риму під головуванням префекта міста. Багато з великих сенатських землевласників були людьми культури, які представляли римську цивілізацію на тлі зростаючого варварства і намагалися підтримати язичництво в Італії. У 5 столітті, однак, деякі з них допомагали варварським вождям проти імператорської влади. У 6 столітті римський сенат зникає з історичних записів; остання згадка про нього датується 580 роком.

## Устрій сенату
Зі встановленням республіки, сенат, разом з магістратами і народними зібраннями (коміціями) став істотним елементом суспільного життя. До складу сенату довічно входили колишні магістрати — таким чином, тут концентрувалися політичні сили і державний досвід Риму.

#### Місце засідань сенату

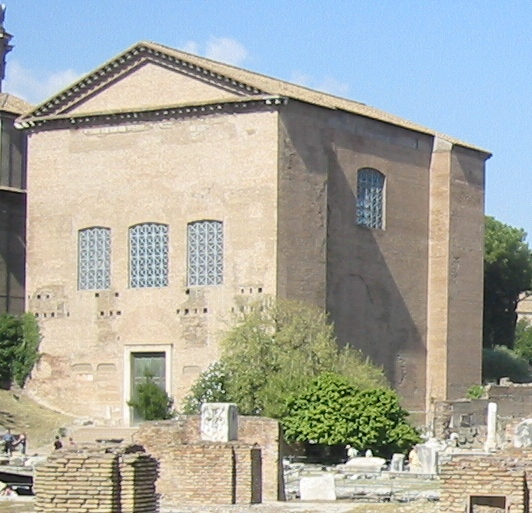
Курія Юлія

Сенат засідав у різних місцях у Римі або на його околицях у межах милі від міської межі, але місце повинно було бути священним, тобто лат. templum. Очевидним кандидатом був храм, але найчастіше Сенат засідав у Курії, громадській будівлі в Римі. Першою була Курія Гостілія, яку використовували за часів раннього царства, потім Курія Корнелія, збудована Суллою, і, нарешті, Курія Юлія, збудована Цезарем, добудована Августом і використовувана після нього. Засідання були відкриті для громадськості з буквальною політикою відкритих дверей, яка дозволяла людям сидіти на вулиці і слухати, якщо вони бажали.

#### Поділ сенаторів
Члени Сенату ділилися на ранги відповідно до раніше займаних посад (консули, претори, едили, трибуни, квестори). Під час дискусій сенатори отримували право голосу відповідно до цих рангів. На чолі сенату стояв найбільш заслужений, перший з сенаторів — принцепс (лат. princeps senatus).
У період республіки в ході станової боротьби плебеїв з патриціями (V—III ст. до н. е.) влада Сенату була дещо обмежена на користь коміцій (народних зібрань).

#### Функції сенату
Формальною функцією Сенату було консультування магістратів (консулів, цензорів, квесторів, еділів тощо) за допомогою декретів і постанов. Його рішенням надавав додаткової ваги той факт, що багато сенаторів самі були колишніми магістратами з практичним досвідом управління, і тому на практиці вето було рідкісним явищем (але траплялося, наприклад, з боку трибунів народних зборів, лат. tribuni plebis). Магістрати також повинні були враховувати, що вони самі повернуться до Сенату після закінчення свого річного терміну повноважень. Після імплементації декрети ставали законами. У виняткових випадках, під час кризових ситуацій, пов'язаних з падінням Республіки, Сенат міг видавати і видавав надзвичайні декрети (лат. senatus consultum ultimum), які він вважав необхідними для захисту держави.
Починаючи з 4 століття до н.е., Сенат набував все більшого впливу на державну політику, оскільки вплив народних зборів і магістратів зменшувався. Сенат приймав рішення з таких питань, як внутрішня політика, включаючи фінансову та релігійну сфери, спочатку формулюючи пропозиції, які лише потім народні збори мали можливість обговорити. Також розглядалися питання зовнішньої політики, такі як заслуховування іноземних послів, рішення про розподіл легіонів, створення провінцій та визначення їхніх кордонів. Також можна було обговорювати існуючі закони та їхні недоліки. Крім того, Сенат мав право підносити престиж найвпливовіших людей Риму, зокрема, нагороджуючи тріумфаторів за успішні військові кампанії.
Протоколи засідань велися (лат. senatus consulta) і публікувалися для загального ознайомлення в публічному архіві або Табулярії (лат. Tabularium). Ця практика була припинена Августом. Однак сенатори завжди могли отримати доступ до цих записів, а письменники, які майже завжди були сенаторами, не соромилися цитувати їх у своїх творах.
У III—I ст. до н. е. Сенат заздалегідь розглядав законопроєкти, що пропонувалися для голосування в коміціях, йому належало вище керівництво військовими справами, зовнішньою політикою, фінансами і державним майном, нагляд за релігійними культами, право оголошувати надзвичайний стан і т. д. Сенат затверджував закони і результати виборів, контролював діяльність магістратів. Таким чином, сенат фактично здійснював керівництво державою.
Ухвали Сенату (s.c., лат. senatus consulta) мали силу закону, так само як і ухвали народного зібрання і зборів плебеїв — плебісциту.
За словами Полібія (тобто з погляду римлян) рішення в Карфагені приймалися народом (плебсом), а в Римі — найкращими людьми, тобто Сенатом І це притому, що на думку багатьох істориків Карфагеном правила олігархія..
Існували безпосередні загрози авторитету Сенату, окрім тих, що випливали з повсякденної системи правління Риму. У 70-х роках до н.е. Серторієм в Іспанії був створений конкуруючий орган, а сам Сенат часто розколювався на фракції під час передсмертної агонії Республіки, коли великі групи сенаторів ставали на бік наймогутніших людей того часу, таких як Марій, Помпей і Цезар. Багато сенаторів також стали жертвами політичних махінацій цих амбітних людей і були вигнані з Сенату або й гірше.

#### Імперський період

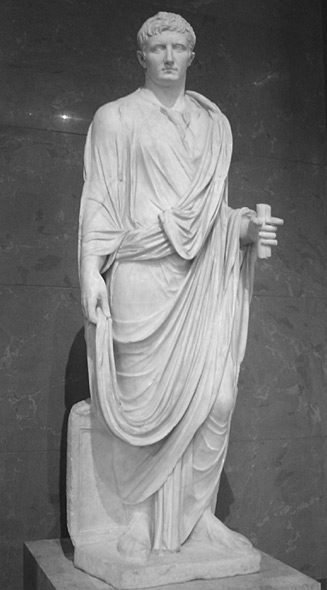
Цезар Август

Сенат залишався впливовим органом навіть після того, як Август став імператором. Сенатори продовжували обговорювати, а іноді й засуджувати дії імператора, і, як зазначає історик Ф. Сантанжело, сенат "зберігав важливі прерогативи у військових, фіскальних і релігійних справах, а також призначав намісників провінцій, які не перебували під прямим контролем Августа". Певні судові справи за участю як сенаторів, так і не сенаторів (наприклад, хабарництво, здирництво, злочини проти народу) вирішувалися сенатом, і його рішення не могли бути скасовані імператором.
На практиці, незважаючи на їхній вплив і престиж, повноваження сенаторів значно зменшилися порівняно з періодом розквіту республіки. Невелика група сенаторів тепер призначалася імператором (лат. consilium), який вирішував, що саме буде обговорюватися повним складом Сенату, на якому іноді особисто головував сам Август.
Тиберій (р. 14-37 н.е.) був ще одним активним учасником, але він відмовився від лат. consilium, хоча багато наступних імператорів створювали подібну неформальну дорадчу групу, до складу якої входили деякі сенатори. Реальна політична влада перебувала в руках імператорів, але сенат, тим не менш, продовжував ухвалювати велику кількість законів протягом принципату. 
Протягом імператорського періоду більшість імператорів визнавали, що Сенат є важливим голосом еліти Риму і відображенням їхньої необхідної участі у функціонуванні імперії, але сама їхня присутність, важливість, яку вони надавали імператорським промовам, і відхід від акламації замість голосування для прийняття законів свідчить про те, що Сенат неухильно занепадав як форум справжніх політичних дебатів.
Інший важливий вплив мали промови сенаторів, але коли імператори почали самі виголошувати промови (лат. orationes), їх згодом цитували юристи, що свідчить про те, що вони могли мати, з практичної точки зору, силу закону. Август також встановив часовий ліміт на промови, виголошені будь-ким, окрім імператора. Сенат, можливо, став менш впливовим, але імператори все ще формально отримували від нього повноваження, а отже, і легітимність свого правління. Сенат також міг мати останнє слово щодо правління імператора, оголошуючи його ворогом народу або офіційно стираючи пам'ять про нього (лат. damnatio memoriae).
Реформи Діоклетіана (284-305 рр. н.е.) та Костянтина (306-337 рр. н.е.) передали багато державних посад від сенаторів до вершників або принаймні розмили різницю між цими двома класами. В епоху Пізньої імперії було прийнято доленосне рішення про поділ Сенату на два органи, один в Римі, а інший в Константинополі. Оскільки імператор тепер проживав в останньому місті, римський сенат став займатися лише місцевими справами. Сенат продовжував існувати і навіть пережив саму Римську імперію, але він ніколи не повернеться до тієї влади і престижу, якими він користувався в століття Республіки, поки в Римі не стали домінувати люди з величезними багатствами і військовою силою.

## Членство в сенаті
З 3 століття до н.е. в сенаті було 300 членів, а після реформ Сулли у 81 році до н.е., ймовірно, було близько 500 сенаторів, хоча після цієї дати, схоже, не було визначено ні мінімальної, ні максимальної кількості сенаторів. Юлій Цезар ініціював реформи в середині 1 століття до н.е., роздав членство своїм прихильникам і розширив його, включивши до нього важливих осіб з інших міст, так що на той час налічувалося 900 сенаторів. Згодом Август зменшив кількість сенаторів до 600. Сенаторів очолював лат. princeps senatus, який завжди виступав першим у дебатах. Ця посада стала менш важливою в останні роки республіки, але за Августа вона знову набула великого значення.
Число сенаторів неодноразово змінювалося
| Період історії                               | Кількість сенаторів |
| -------------------------------------------- | ------------------- |
| за часів Ромула                              | 100                 |
| за часів ранньої республіки (до 88 до н. е.) | 300                 |
| з часів Сулли                                | 600                 |
| при Цезарі                                   | 900                 |
| з часів Августа                              | 600                 |
| в період пізньої античності (домінату)       | 2000                |

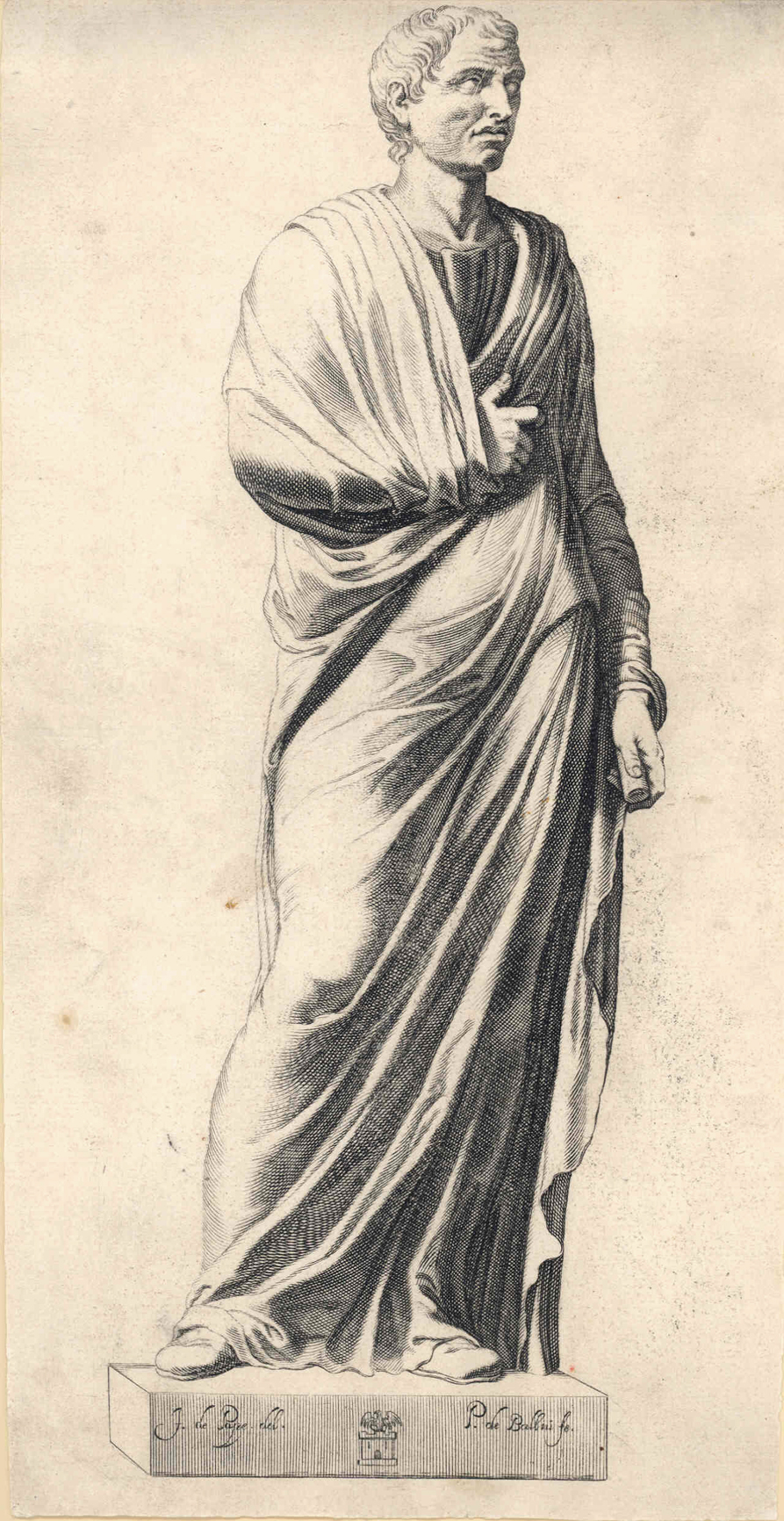
Статуя римського сенатора

Спочатку в Сенат входили тільки члени споконвічних римських родів (патриції), але з I століття до н. е. це право отримали й італіки, а за часів Імперії — навіть знатні провінціали. Існують свідчення того, що Сенат не повністю складався з представників аристократичного патриціанського класу, навіть якщо вони становили більшість його членів. 
З 313 до н. е. в члени Сенату приймали цензора — він складав список з осіб, що займали магістрат, за певним майновим цензом (наприклад, при Августі (I століття н. е.) — 1 млн. сестерцій). За часів імперії це стало прерогативою імператора.
Деякі не сенатори - магістрати певних категорій, такі як трибуни, еділи, а пізніше квестори - могли бути присутніми і виступати на засіданнях Сенату. Як правило, такі члени ставали повноправними сенаторами під час наступної цензури. Звичайно, не всі члени сенату брали активну участь у засіданнях, багато хто просто слухав промови і голосував.
Звання сенатора давало певні привілеї: право носити тогу з тірійською пурпуровою смугою (лат. latus clavus), сенаторський перстень, спеціальне взуття, епітет (пізніше з трьома рангами: лат. clarissimi, лат. spectabiles, лат. illustres), певні податкові пільги, кращі місця на публічних святах та іграх. Існували й обмеження: жоден сенатор не міг покидати Італію без дозволу Сенату, володіти великими кораблями чи брати участь у тендерах на отримання державних контрактів.
При Діоклетіані (кінець III століття) Сенат був перетворений на міську раду Рима, при Костянтині (IV століття) був започаткований сенат у Константинополі — «другому Римі», що був урівняний в правах з Сенатом Рима.